# Psilorhynchus brachyrhynchus
Psilorhynchus brachyrhynchus är en fiskart som beskrevs av Conway och Ralf Britz 2010. Psilorhynchus brachyrhynchus ingår i släktet Psilorhynchus och familjen Psilorhynchidae. IUCN kategoriserar arten globalt som otillräckligt studerad. Inga underarter finns listade i Catalogue of Life.